# (6857) 1990 QQ
(6857) 1990 QQ là một tiểu hành tinh vành đai chính. Nó được phát hiện bởi Eleanor F. Helin ở Đài thiên văn Palomar ở Quận San Diego, California, ngày 19 tháng 8 năm 1990.